# Île Barren
Pour les articles homonymes, voir Île Barren (homonymie).
L'île Barren (l'« île stérile ») est une petite île volcanique inhabitée de l'océan Indien, localisée dans la mer d'Andaman, à 99 kilomètres à l’est-sud-est d'Andaman centrale (Middle Andaman), une île majeure des îles Andaman. Elle appartient administrativement au territoire des îles Andaman-et-Nicobar, inclus dans la république de l'Inde.

## Géographie

### Géologie

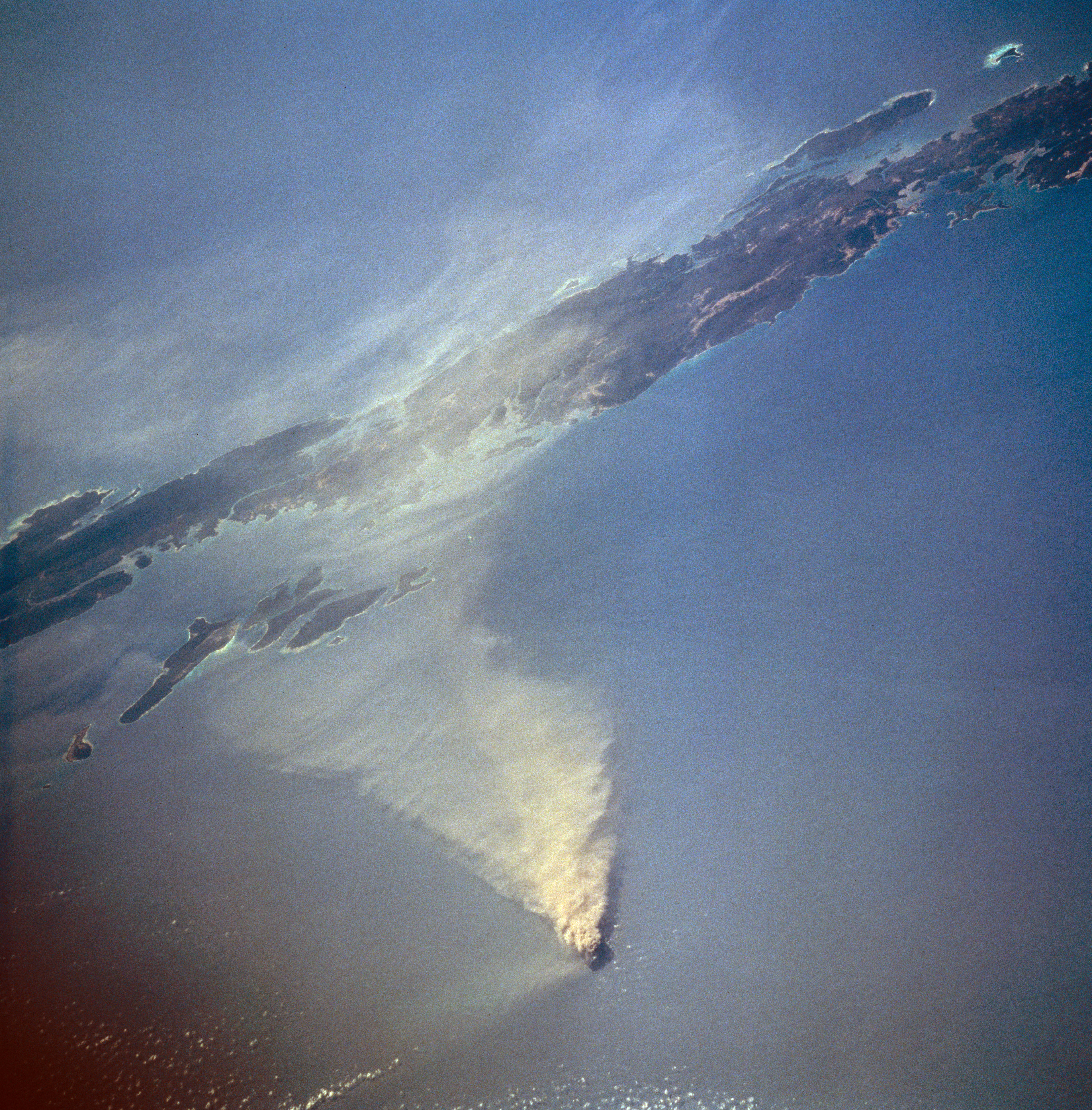
Image satellite de l'éruption de 1995.

L'île est située à 133 kilomètres au sud-sud-ouest de l'île Narcondam, qui abrite un volcan endormi. Barren appartient à un arc volcanique qui s'étend du nord de Sumatra au territoire birman (Myanmar). Le stratovolcan qui l'occupe émerge des fonds océaniques et atteint l'altitude modeste de 354 mètres, mais l'essentiel de la montagne est situé au-dessous du niveau de la mer dont les fonds atteignent une profondeur de 2 250 mètres. L'île présente une superficie réduite d'environ 10 km2 ; une vaste caldeira de 1,6 km de circonférence aux parois hautes  de 250 à 350 mètres, partiellement occupée par un cône pyroclastite, se localise au centre-ouest. Cette caldeira, ouverte sur la mer à l'ouest, aurait été formée lors d'une éruption explosive de la fin du pléistocène. Les coulées de lave (basalte, andésite) remplissent le plancher de celle-ci lors des éruptions et peuvent atteindre la mer comme ce fut plusieurs fois le cas lors des phases récentes d'activité.
Depuis la première éruption attestée de 1787, le volcan est entré en activité à plusieurs reprises : en 1789, 1795, 1803-1804, puis après un sommeil de près de deux siècles, en 1991 (elle dura 6 mois et les dégâts sur l'île furent considérables), en 1994-1995, du 26 mai 2005 au 23 décembre 2007 — cette éruption semble liée au séisme du 26 décembre 2004 dans l'océan Indien[réf. nécessaire] —, du 13 mai 2008 au 18 avril 2010, du 17 septembre 2010 au 22 juin 2011, le 16 février 2013, du 12 octobre 2013 au 17 mai 2016 et du 15 janvier 2017 au 16 mai 2017.

### Faune
L'île est occupée par des oiseaux, des crabes, des chauves-souris mais également par quelques espèces terrestres ayant réussi à s'adapter à des conditions sévères et à survivre aux éruptions : rats, chèvres sauvages. La présence de ces dernières, qui auraient été abandonnées par un navire à vapeur à la fin du XIXe siècle, a longtemps intrigué les scientifiques car aucune source d'eau douce n'avait été décelée sur Barren. Certains avancèrent que ces animaux devaient se désaltérer en buvant de l'eau de mer, d'autres qu'ils se contentaient pour survivre de l'humidité contenue dans les feuilles des maigres arbustes poussant loin du cratère. Une expédition italo-indienne, organisée en 2003, résolut le mystère des chèvres de l'île Barren, en découvrant deux sources chaudes d'eau douce à l'est du volcan.